# Cantonul Segré
Cantonul Segré este un canton din arondismentul Segré, departamentul Maine-et-Loire, regiunea Pays de la Loire, Franța.

## Comune
- Aviré
- Le Bourg-d'Iré
- La Chapelle-sur-Oudon
- Châtelais
- La Ferrière-de-Flée
- L'Hôtellerie-de-Flée
- Louvaines
- Marans
- Montguillon
- Noyant-la-Gravoyère
- Nyoiseau
- Sainte-Gemmes-d'Andigné
- Saint-Martin-du-Bois
- Saint-Sauveur-de-Flée
- Segré (reședință)